# Thomas Godfrey
Pour les articles homonymes, voir Godfrey.
Thomas Godfrey (1704-1749) est un inventeur américain, spécialiste de l'optique.

## Biographie
Godfrey est né dans la ferme de ses parents dans le hameau de Bristol, près de Germantown en Pennsylvanie. 
Il ne reçut dans sa jeunesse qu'une instruction limitée mais, poussé par son goût de l'étude, devint un brillant autodidacte. Il inventa le sextant, malheureusement au même moment que le britannique John Hadley, et son nom n'y fut donc pas associé. Cette découverte lui valut néanmoins une pension de la part de la Société royale de Londres.
Benjamin Franklin fait un portrait détaillé de Godfrey dans son autobiographie (The Autobiography of Benjamin Franklin); il parle de lui comme d'un « grand mathématicien » qui n'était pas d'une compagnie très agréable car il était très tatillon et exigeait un « degré de précision extraordinaire dans tout ce qui était dit ».